# كتشل أباد (أرومية)
كتشل‌ أباد هي قرية في مقاطعة أرومية، إيران. في تعداد عام 2006، لوحظ وجودها، ولكن لم يتم الإبلاغ عن سكانها.